# Bullettino della Società Toscana di Orticultura
Bullettino della Societá Toscana di Orticultura (abreviado Bull. Reale Soc. Tosc. Ortic.) fue una revista con ilustraciones y descripciones botánicas que fue editada en Florencia en varias series desde 1876 hasta 1938. Fue reemplazada por Rivista della Reale Società Toscana di Orticultura.

## Publicación
- Serie 1. vols. 1–10, 1876–85;
- Serie 2, vols. 1(11)–10(20), 1886–95;
- Serie 3, vols. 1(21)–10(30), 1896–1915;
- Serie 4, vols. 1–?, 1916–38